# Chambal (fiume)
Il Chambal è un fiume che scorre nella parte settentrionale dell'India. Lungo 960 km, fa parte del bacino idrografico del Gange: è infatti un affluente dello Yamune, a sua volta affluente principale del Gange.
Il fiume nasce sulle pendici dei Monti Vindhya poco a sud-ovest della città di Mhow nello stato del Madhya Pradesh ad un'altitudine di 843 m s.l.m. Il suo percorso si sviluppa inizialmente per circa 346 km verso nord-nordest nello stato di origine, scorre poi per circa 225 km nel Rajasthan e poi forma per 217 km il confine naturale tra Rajasthan e Madhya Pradesh e per i successivi 145 km il confine tra lo Uttar Pradesh e il Madhya Pradesh, prima di svoltare verso sudest per entrare nello Uttar Pradesh e congiungersi dopo 32 km al fiume Yamuna ad un'altitudine di 122 m s.l.m.
Le acque del fiume presentano livelli minimi di inquinamento e ospitano una fauna molto ricca, tra le specie vi sono due tipi diversi di coccodrilli, il coccodrillo palustre e il gaviale del Gange, otto specie di tartarughe d'acqua dolce, la lontra liscia e il platanista.
Tra gli affluenti vi sono i fiumi Shipra, Choti Kalisindh, Shivna, Retam, Ansar, Kalisindh, Banas, Parbati, Seep, Kuwari, Kuno, Alnia, Mej, Chakan, Parwati, Chamla, Gambhir, Lakhunder, Khan, Bangeri, Kedel e Teelar.